# Rosalinda (satélite)
Rosalinda é um satélite natural de Urano. Foi descoberto com imagens tiradas pela Voyager 2 em 13 de janeiro de 1986, e recebeu a designação provisória S/1986 U 4. Recebeu o nome de um personagem da obra de William Shakespeare As You Like It. Rosalinda também é designada como Urano XIII.
Rosalinda pertence ao grupo de satélites Pórcia, que também inclui Bianca, Créssida, Desdémona, Pórcia, Julieta, Cupido, Belinda e Perdita. Esses satélites têm órbitas e propriedades fotométricas similares. Pouco se sabe sobre Rosalinda além de sua órbita, diâmetro de 72 km e albedo geométrico de 0,08.
Nas imagens da Voyager 2 Rosalinda aparece como um objeto quase esférico. A proporção de eixos de Rosalinda é de 1,0-0,8. Sua superfície é cinza.